# Первіснообщинний лад
Первіснообщинний лад — рання соціально-економічна формація у марксистському поділі економічної історії людства на різні соціально-економічні формації. Такий лад характерний для первісного суспільства. Західна історіографія не має потреби виділяти соціально-економічну формацію для цього періоду розвитку людського суспільства, називаючи цю епоху доісторичною, а людей епохи до неолітичної революції мисливцями-збирачами за способом добування їжі.
Термін походить від слів «первісний» та «община». Общиною називають сільську територіальну громаду, що мала у своєму колективному володінні ту частину земель, наприклад, пасовиська, які не належали поміщику.
Марксизм-ленінізм наголошує на безкласовому неантагонічстичному характері первіснообщинного ладу, на зміну якому прийшло класове суспільство. За діалектичним законом заперечення людське суспільство, розвиваючись по спіралі, знову повинно повернутися до безкласового суспільства на вищому етапі розвитку, тобто до комунізму.

## Первісна община
Первісна община або первісна родова община — основна соціально-економічна одиниця первісного суспільства. Являла собою локалізований, автономний виробничий колектив, що забезпечував усіх своїх членів матеріальними засобами до життя. Первісна община складалася з представників різних родів, які потрапляли до неї завдяки нормам екзогамії. Матеріальне виробництво первісна общини було елементарно простим: розподілу праці на види виробництва та спеціалізації праці ще не існувало. Засоби виробництва і продукти, одержані в процесі виробничої діяльності, перебували в колективній власності. Матеріального заохочення або силового примусу до праці не було, мало місце лише моральне стимулювання праці. Кожен член колективу, незалежно від величини власного внеску в створення спільного продукту, мав право на свою частку в його розподілі. Первісна община складалася зі статево-вікових груп, що відображали специфіку розподілу праці за статтю та віком. Кожна статево-вікова група виконувала тільки їй притаманні господарські функції й мала свій особливий статус. Типологія первісної общини включає ранньородову, що базувалася на привласнювальному господарстві, пізньородову, побудовану на відтворювальному господарстві, та сусідську, котра являла собою перехідну ланку до ранньокласових суспільств.